# نظرية يافث

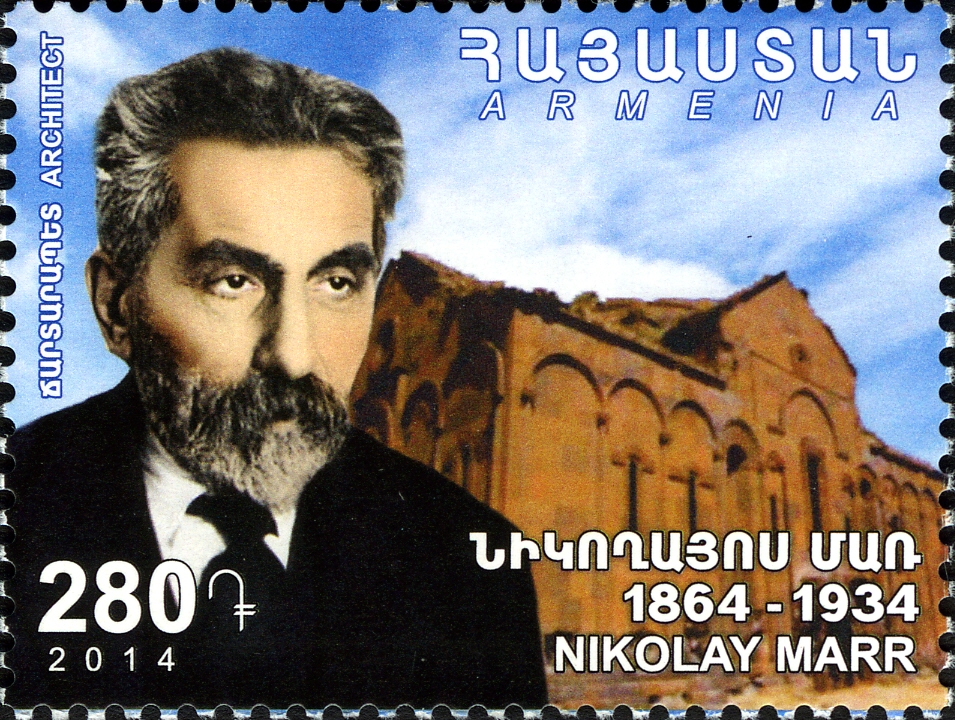

في علم اللغويات، افترضت النظرية اليافثية (نسبة إلى يافث ابن نوح) التي وضعها عالم اللغويات السوفيتي نيكولاي ياكوفليفيتش مار (1864 – 1934) أن لغات كارتفيليان في منطقة القوقاز ترتبط باللغات السامية في الشرق الأوسط. اكتسبت النظرية تأييدًا بين اللغويين السوفييت لأسباب أيديولوجية، حيث كان يُعتقد أنها تمثل «العلم البروليتاري» بدلاً من «العلم البرجوازي».

## النظرية
في ظل الحكومة السوفيتية، طور مار نظريته لادعاء وجود لغات يابانية في جميع أنحاء أوروبا قبل ظهور اللغات الهندية الأوروبية. لا يزال من الممكن الاعتراف بهم كطبقة أساسية فرضت عليها اللغات الهندية الأوروبية. باستخدام هذا النموذج، حاول مار تطبيق النظرية الماركسية للنضال الطبقي على اللغويات، بحجة أن هذه الطبقات اللغوية المختلفة تتوافق مع الطبقات الاجتماعية المختلفة. حتى أنه ادعى أن نفس الطبقات الاجتماعية في بلدان مختلفة على نطاق واسع تتحدث نسخًا من لغاتها التي كانت أقرب لغويًا من بعضها البعض من خطاب الطبقات الأخرى التي يفترض أنها تتحدث «نفس اللغة». كان هذا الجانب من تفكير مار محاولة لتوسيع النظرية الماركسية للوعي الطبقي الدولي إلى أبعد من معناه الأصلي، من خلال محاولة تطبيقه على اللغة. أصر مار أيضًا على أن فكرة أن الناس يتحدثون من خلال لغة مشتركة ليست أكثر من وعي كاذب أنشأته «القومية البرجوازية».
ولتحقيق الدعم لعقيدة المضاربة، وضع مار لها أساس ماركسية. افترض أن اللغات الحديثة تميل إلى الاندماج في لغة واحدة من المجتمع الشيوعي. كانت هذه النظرية أساسًا لحملة جماعية سوفييتية في عشرينيات وثلاثينيات القرن الماضي، حيث قدمت الحروف الهجائية اللاتينية للأعراق الأصغر في البلاد، بما في ذلك استبدال الحروف الهجائية السيريلية الحالية.
بعد حصوله على اعتراف لنظريته من المسؤولين السوفيت، سمح لمار بإدارة المكتبة الوطنية لروسيا من 1926 حتى 1930 ومعهد اليافثي التابع لأكاديمية العلوم من 1921 حتى وفاته في عام 1934. انتخب نائبا لرئيس الأكاديمية السوفيتية للعلوم في عام 1930.
في عام 1950، أي بعد مرور ستة عشر عامًا على وفاة مار، نُشر مقال مناهض للماريس، وقعه جوزيف ستالين في الدوريات السوفيتية الكبرى تحت عنوان «الماركسية ومشاكل اللغويات»  (كانت مستوحاة من كتابات أرنولد تشيكوبافا، أشد معارضي مار. وبعض المصادر تشير إلى أن معظم النص كان مكتوبًا بالأشباح بواسطة شيكوبافا أو تم تجميعه معًا من تقرير تشيكوبافا الرسمي إلى ستالين. كتب المؤلف أن «قدم مار إلى اللغويات صيغة أخرى غير صحيحة وغير ماركسي، فيما يتعلق بـ» الطابع الطبقي«للغة، وحصل على نفسه في حالة من الفوضى ووضع اللغويات في حالة من الفوضى. لا يمكن تطوير اللغويات السوفيتية على أساس صيغة غير صحيحة تتعارض مع مجمل تاريخ الشعوب واللغات». منذ ذلك الحين، يُنظر إلى النظرية اليافثية على أنها معيبة بعمق، داخل الاتحاد السوفيتي السابق وخارجه على حد سواء، لكن بعض الطلاب الذين نجوا من مدرسة مار استمروا في الدفاع عنها وتطويرها في أواخر الستينيات.[بحاجة لمصدر]